# Tetramorium vandalum
Tetramorium vandalum är en myrart som beskrevs av Bolton 1977. Tetramorium vandalum ingår i släktet Tetramorium och familjen myror. Inga underarter finns listade i Catalogue of Life.